# Streptocarpus trabeculatus
Streptocarpus trabeculatus är en tvåhjärtbladig växtart som beskrevs av Olive Mary Hilliard. Streptocarpus trabeculatus ingår i släktet Streptocarpus och familjen Gesneriaceae. Inga underarter finns listade i Catalogue of Life.